# Портрет прокуратора Якопо Соранцо
«Портрет прокуратора Якопо Соранцо» (итал. Ritratto del procuratore Jacopo Soranzo) — картина итальянского живописца Якопо Робусти известного как Тинторетто (1518—1594), представителя венецианской школы. Создана около 1550 года. С 1812 года хранится в коллекции Галереи Академии в Венеции.

## История
Тинторетто всегда уделял большое внимание портрету, и по мере роста его славы, росло и количество выполненных художником портретов. Картина, которая поступила из Прокуратории де Супра, первоначально имела форму люнета и была больше, однако к концу XVI века, художник со своим сыном Доменико переделали её, чтобы приспособить её к новому помещению перестроенной Прокуратории.

## Описание
На полотне изображён Якопо Соранцо, который был назначен прокуратором в 1522 году (о чём свидетельствует надпись вдоль верхнего края полотна). Прокуратор изображён в соответствии с композиционной схемой, выбранной Тинторетто для портретов людей преклонного возраста. Несмотря на парадную статичность позы, лицо Соранцо имеет живое выражение, что подчёркивается светотенью, которую создает световой пучок, идущий справа и озаряющий старое лицо, волосы и бороду. Тщательной прорисовке лица и рук соответствует более лаконичный язык цветных мазков на драпировке и камчатом узоре одежды. 